# Przybkówko
Przybkówko (deutsch Alt Priebkow) ist ein Dorf in der polnischen Woiwodschaft Westpommern. Es gehört zur Stadt- und Landgemeinde Barwice (Bärwalde) im Powiat Szczecinecki (Neustettiner Kreis).

## Geographische Lage
Das Dorf liegt in Hinterpommern, etwa 25 Kilometer westlich von Neustettin und drei Kilometer südwestlich von Barwice (Bärwalde). 

## Geschichte
Die Ortschaft Priebkow war einst ein altes Lehen der Familie Glasenapp.
Besitzer des Allodial-Ritterguts Priebkow mit Haselmühle war 1854 Herrmann von François geworden. 1884 wird Heinrich Prützmann als Besitzer des Ritterguts mit Kalkofen genannt. Nach dessen Ableben kam das Gut an Benno Hüttner, der 1896 als Besitzer genannt wird und es noch 1908 in Besitz hatte.
Im Jahr 1865 erhob der preußische Fiskus in der Landgemeinde Alt Priebkow eine Grundsteuer in Höhe von 58 Reichstalern, 15 Silbergroschen und vier Pfennigen und im Gutsbezirk Alt Priebkow eine Grundsteuer von 48 Reichstalern, neun Silbergroschen und drei Pfennigen.
Am 1. April 1927 betrug die Flächengröße des Ritterguts Alt Priebkow 397 Hektar, und am 16. Juni 1925 hatte der Gutsbezirk 135 Einwohner.
Die Gemeinde Alt Priebkow hatte um 1930 einer Flächengröße von 13,1 km². Innerhalb der Gemeindegrenzen standen zusammen 54 bewohnte Wohnhäuser an vier verschiedenen Wohnorten:
1. Alt Priebkow
2. Hasselmühle
3. Jungfermühle
4. Neu Priebkow

Im Jahr 1945 gehörte die Landgemeinde Alt Priebkow zum Landkreis Neustettin im Regierungsbezirk Köslin der preußischen Provinz Pommern des Deutschen Reichs. Alt Priebkow war dem Amtsbezirk Priebkow zugeordnet. 
Im Frühjahr 1945 wurde Alt Priebkow von der Roten Armee besetzt. Nach Beendigung der Kampfhandlungen wurde die Region seitens der sowjetischen Besatzungsmacht zusammen mit ganz Hinterpommern und der südlichen Hälfte Ostpreußens der Volksrepublik Polen zur Verwaltung überlassen. Es wanderten nun Polen zu. Alt Priebkow wurde unter der polonisierten Ortsbezeichnung ‚Przybkówko‘ verwaltet. In der Folgezeit wurde die einheimische Bevölkerung von der polnischen Administration aus Alt Priebkow vertrieben.

### Demographie
| Jahr | Einwohner | Anmerkungen |
| ---- | --------- | --- |
| 1783 | —         | adliger Wohnsitz mit zwei Vorwerken und 25 Feuerstellen (Haushaltungen)                                             |
| 1818 | 168       | Dorf, adlige Besitzung                                                                                              |
| 1825 | 176       | Dorf, mit der Hassel-Wassermühle                                                                                    |
| 1852 | 435       | [ 11 ] |
| 1864 | 537       | am 3. Dezember, Gemeinde- und Gutsbezirk zusammen                                                                   |
| 1867 | 455       | am 3. Dezember, davon 369 in der Landgemeinde und 86 im Gutsbezirk                                                  |
| 1871 | 437       | am 1. Dezember, davon 231 in der Landgemeinde (sämtlich Evangelische) und 206 im Gutsbezirk (sämtlich Evangelische) |
| 1885 | 385       | am 1. Dezember, davon 313 in der Landgemeinde (sämtlich Evangelische) und 72 im Gutsbezirk (sämtlich Evangelische)  |
| 1910 | 340       | am 1. Dezember, davon 274 im Gemeindebezirk und 66 im Gutsbezirk                                                    |
| 1925 | 506       | darunter 505 Evangelische und eine katholische Person                                                               |
| 1933 | 454       | [ 16 ] |
| 1939 | 433       | [ 16 ] |

## Religionen
Die bis 1945 anwesenden Dorfbewohner waren mit gelegentlichen einzelnen Ausnahmen evangelisch und gehörten zum Kirchspiel Koprieben.